# Naas (Steiermark)
Naas ist eine Gemeinde im Bezirk Weiz in der Oststeiermark in Österreich mit 1321 Einwohnern (Stand 1. Jänner 2025).

## Geografie
Naas liegt auf einer Höhe von 400 m bis 1270 m ü. A. und hat eine Gesamtfläche von 20,84 km². Der höchste Berg in der Umgebung ist der Patscha (1274 m), weitere Berge sind der Hirschkogel (1103 m), und der Gösser (1088 m).
Naas liegt am Weizbach, der in Richtung der südöstlich liegenden Nachbarstadt Weiz fließt und später in die Raab mündet.

### Gemeindegliederung
Das Gemeindegebiet umfasst folgende fünf Ortschaften bzw. Katastralgemeinden (Fläche Stand 31. Dezember 2023; Einwohnerzahl Stand 1. Jänner 2025):
- Affental (446,23 ha; 775 Ew.)
- Birchbaum (154,25 ha; 170 Ew.)
- Dürntal (485,61 ha); Dürntal (68 Ew.)
- Gschaid bei Weiz (257,01 ha; 66 Ew.)
- Naas (741,35 ha; 242 Ew.)

### Nachbargemeinden
| Passail                 | Sankt Kathrein am Offenegg                  |             |
|                         | Kompassrose, die auf Nachbargemeinden zeigt | Thannhausen |
| Gutenberg-Stenzengreith | Mortantsch                                  | Weiz        |

## Geschichte
Der Fund eines Hammerbeils aus Serpentin von 2500 vor unserer Zeitrechnung zeigt, wie früh das Gebiet schon besiedelt war. Bei Sturmberg und beim Weizklamm wurden Tongefäße, Bronzemünzen, Fischangeln und -stecher aus der Römerzeit gefunden.
Die Namen der Höhenzüge Stroß und Patscha, sowie die Ortsnamen Nobs (Naas) und Zuchedol („trockenes Tal“) weisen auf eine Besiedlung durch die Slawen im 6. Jahrhundert hin.
In einer Schenkungsurkunde von König Ludwig dem Deutschen aus dem Jahr 860 wird „Luminicha iuxta Rapam“, ein „Hangbruch bei Raab“, erwähnt. Mit diesem dürfte der Weizklamm gemeint sein, das Gebiet gehörte somit zum Erzbistum Salzburg.
Durch den Vorstoß gegen die Slawen im Jahr 1043 wurde die Oststeiermark in die Karantanische Mark eingegliedert. Die in Frankenreich übliche Grundherrschaft wurde eingeführt und mit  planmäßigen Rodungen und Besiedlungen begonnen. Diese wurden im 12. und 13. Jahrhundert durchgeführt und zuerst vom salzburgischen Gutshof in Oberfladnitz, dann von der Burg Trenstein geleitet. Auf dem Gebiet der heutigen Gemeinde entstand ein zweiter Rittersitz. Gebhard von Sturmberg wird erstmals 1216 urkundlich erwähnt. Sein Rodungsgebiet umfasste das Tal des Weizbaches der heutigen Katastralgemeinden  Birchbaum, Affental, Gschaid und Naas.
Die Pässe Wachthaussattel und Patschasattel waren wichtige Übergänge nach Norden und trugen in der Zeit der Pest und der Türkenkriege Kontrollstationen.
Im Jahr 1770 wurden Hausnummern eingeführt und seit 1849 besteht die Gemeinde Naas in ihrer heutigen Form.

### Bevölkerungsentwicklung
| Naas: Einwohnerzahlen von 1869 bis 2024             | Naas: Einwohnerzahlen von 1869 bis 2024 | Naas: Einwohnerzahlen von 1869 bis 2024 | Naas: Einwohnerzahlen von 1869 bis 2024 | Naas: Einwohnerzahlen von 1869 bis 2024 |
| --------------------------------------------------- | --------------------------------------- | --------------------------------------- | --------------------------------------- | --------------------------------------- |
| Jahr                                                |                                         |                                         |                                         | Einwohner                               |
| 1869                                                | 1869                                    |                                         | 878                                     | 878                                     |
| 1880                                                | 1880                                    |                                         | 889                                     | 889                                     |
| 1890                                                | 1890                                    |                                         | 912                                     | 912                                     |
| 1900                                                | 1900                                    |                                         | 954                                     | 954                                     |
| 1910                                                | 1910                                    |                                         | 944                                     | 944                                     |
| 1923                                                | 1923                                    |                                         | 994                                     | 994                                     |
| 1934                                                | 1934                                    |                                         | 1.015                                   | 1.015                                   |
| 1939                                                | 1939                                    |                                         | 1.019                                   | 1.019                                   |
| 1951                                                | 1951                                    |                                         | 1.030                                   | 1.030                                   |
| 1961                                                | 1961                                    |                                         | 1.148                                   | 1.148                                   |
| 1971                                                | 1971                                    |                                         | 1.192                                   | 1.192                                   |
| 1981                                                | 1981                                    |                                         | 1.189                                   | 1.189                                   |
| 1991                                                | 1991                                    |                                         | 1.229                                   | 1.229                                   |
| 2001                                                | 2001                                    |                                         | 1.381                                   | 1.381                                   |
| 2011                                                | 2011                                    |                                         | 1.382                                   | 1.382                                   |
| 2021                                                | 2021                                    |                                         | 1.342                                   | 1.342                                   |
| 2024                                                | 2024                                    |                                         | 1.334                                   | 1.334                                   |
| Quelle(n): Statistik Austria, Gebietsstand 1.1.2021 |                                         |                                         |                                         |                                         |

## Kultur und Sehenswürdigkeiten

### Naturdenkmäler
- Raabklamm und Weizklamm, welche das Passailer Becken entwässern
- Grasslhöhle, eine Tropfsteinhöhle und älteste Schauhöhle Österreichs
- Katerloch, die tropfsteinreichste Schauhöhle Österreichs
- Ruine Sturmberg, mit einem gotischen Fenster aus dem 12. Jahrhundert

### Sport
- In Naas gibt es die Eisstockhalle Naas und eine Mehrzweckhalle.
- Sportvereine sind der Eisschützenverein, der Tennisclub und die Freiwillige Sportgemeinschaft Naas (Fußball).

## Wirtschaft und Infrastruktur

### Wirtschaftssektoren
Die 47 Haupterwerbsbetriebe des Jahres 2010 bewirtschafteten fast drei Viertel der Flächen. Neunzig Prozent der Beschäftigten im Produktionssektor arbeiteten in der Bauwirtschaft. Der größte Arbeitgeber im Dienstleistungssektor waren die sozialen und öffentlichen Dienste (48 Prozent), gefolgt vom Handel (28 Prozent).
| Wirtschaftssektor            | Anzahl Betriebe | Anzahl Betriebe | Anzahl Betriebe | Erwerbstätige | Erwerbstätige | Erwerbstätige |
| Wirtschaftssektor            | 2021            | 2011            | 2001            | 2021          | 2011          | 2001          |
| ---------------------------- | --------------- | --------------- | --------------- | ------------- | ------------- | ------------- |
| Land- und Forstwirtschaft 1) | 47              | 97              | 97              | 65            | 84            | 75            |
| Produktion                   | 17              | 13              | 8               | 105           | 135           | 100           |
| Dienstleistung               | 43              | 38              | 17              | 114           | 87            | 34            |

1) Betriebe mit Fläche in den Jahren 2010 und 1999, Arbeitsstätten im Jahr 2021
| Im Jahr 2011 wohnten 758 Erwerbstätige in Naas. Davon arbeitete ein Fünftel in der Gemeinde, vier Fünftel pendelten aus. - Seit 2015 gibt es in Naas einen WIKI-Kindergarten - Die Volksschule Naas besuchen Kinder von der ersten bis zur vierten Klasse. - Die Fachschule für Land- und Ernährungswirtschaft Naas – St. Martin bietet Abschlüsse als Facharbeiter/in für ländliches Betriebs- und Haushaltsmanagement, als Heimhelfer/in und als Kinderbetreuer/in sowie Tagesmutter/-vater und den Einstieg in weiterführende Bildungsangebote. | Die zur Anzeige dieser Grafik verwendete Erweiterung wurde dauerhaft deaktiviert. Wir arbeiten aktuell daran, diese und weitere betroffene Grafiken auf ein neues Format umzustellen. (Mehr dazu) |

## Politik

### Gemeinderat
Der Gemeinderat setzte sich nach der Gemeinderatswahl 2015 folgendermaßen zusammen: 11 ÖVP, 2 SPÖ und 2 FPÖ.
Der Gemeinderat setzt sich seit der Gemeinderatswahl 2020 aus 15 Mitgliedern zusammen:
- ÖVP – 12 Sitze
- SPÖ – 2 Sitze
- FPÖ – 1 Sitz

### Bürgermeister
Bürgermeister von Naas ist Bernhard Ederer.

### Wappen
Am 1. Juni 1989 erhielt die Gemeinde Naas ihr eigenes Wappen.
Blasonierung: In Schwarz pfahlweise ein dreizinniger silberner Turm mit durchbrochenem gotischen zweibahnigen Maßwerkfenster, darunter belegt mit einem roten Krebs; die Flanken durch silberne Tannenreisigschnitte gespalten.
Auf silbernem Grund zeigt es die Ruine Sturmberg als rechteckigen Turm mit einem gotischen Fenster aus dem 12. Jahrhundert. Der Krebs als Wappentier der Sturmberger soll auf das reine Wasser und die Tannenzweige auf den Waldreichtum hinweisen.